# کیوباسکی
کیوباسکی (به لهستانی:  Kiełbaski) یک روستا در لهستان است که در گمینا ستارا کورنگتسا واقع شده‌است.